# Ricardo Raineri
Ricardo Jorge Raineri Bernain (25 de noviembre de 1961) es un economista, académico, investigador y consultor chileno, ministro de Estado durante el primer año de Gobierno del presidente Sebastián Piñera.

## Familia y estudios
De ancestros italianos, cursó sus estudios secundarios en el Colegio Adventista de Las Condes. Posteriormente ingresó a la carrera de ingeniería comercial, obteniendo la mención en economía, en la Pontificia Universidad Católica (1987).
En 1988 obtuvo la beca Presidente de la República, con la cual realizó estudios en el extranjero. Concretamente, en dicha fecha viajó a los Estados Unidos, donde alcanzó los grados de Master of Arts (1991) y de Ph.D (1993) en economía por la Universidad de Minnesota, especializándose en organización industrial y regulación, y en economía
monetaria.

## Carrera profesional y pública

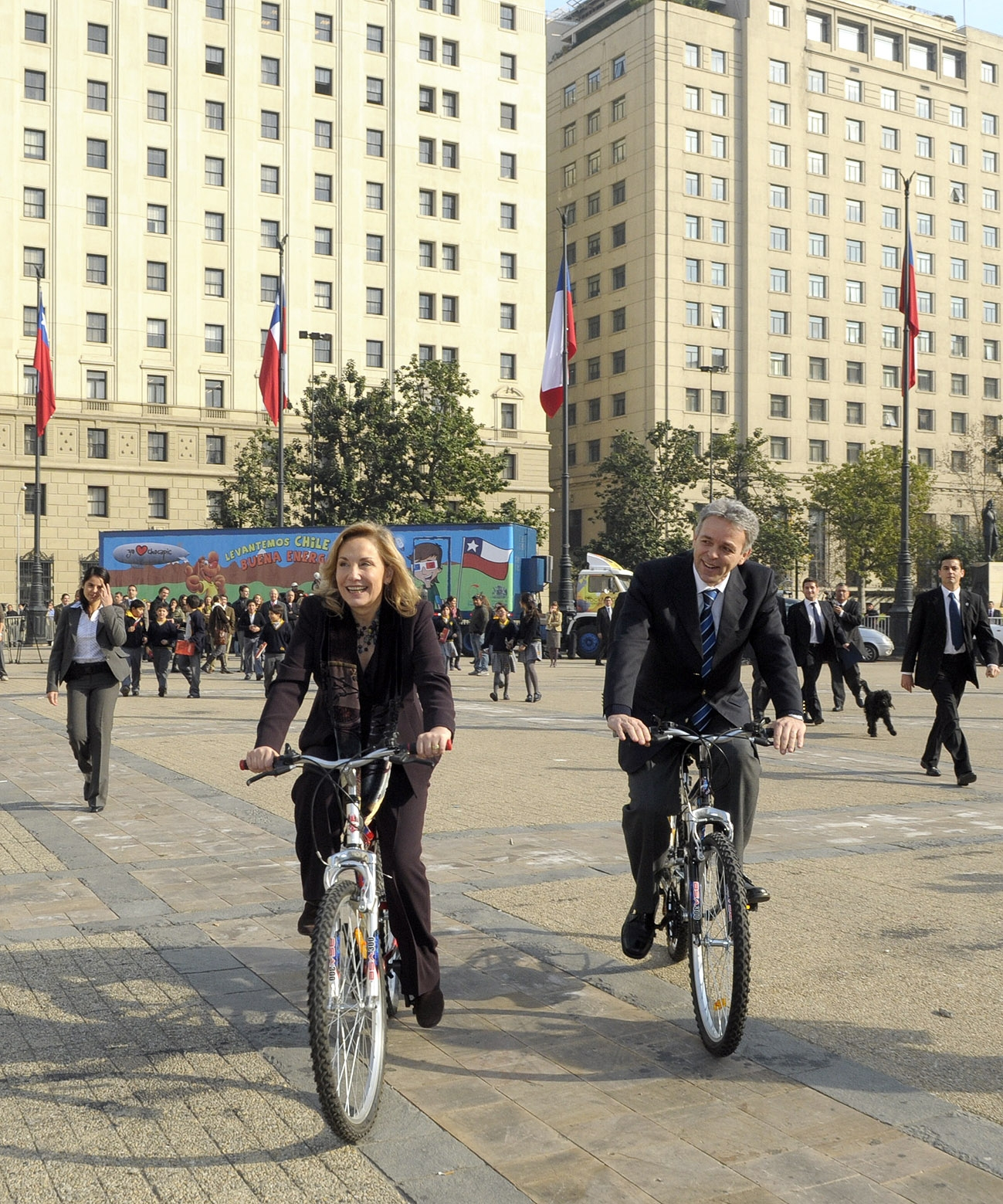
Raineri, como ministro de Energía, andando en bicicleta junto a Cecilia Morel (2010).

De vuelta en Chile, se incorporó como profesor e investigador del Departamento de Ingeniería Industrial y de Sistemas de la Escuela de Ingeniería de la Pontificia Universidad Católica. Fue director del mismo Departamento entre abril de 1998 y abril de 2002, ejerciendo durante dos periodos consecutivos de dos años cada uno. También fue director docente y coordinador del área económica del Departamento de Ingeniería Industrial y de Sistemas entre marzo de 1994 y octubre de 1995.
En el marco de la campaña presidencial de Sebastián Piñera para el periodo comprendido entre 2010 y 2014, fue coordinador de las comisiones de energía y energías renovables no convencionales del llamado grupo Tantauco. En febrero de 2010 fue nominado al cargo de ministro de Energía, el cual comenzó a ejercer el 11 de marzo. 
Sus logros a la cabeza del Ministerio de Energía fueron presentados el martes 5 de enero de 2011, en el Salón Montt Varas del Palacio de La Moneda, cuando este dio a conocer la Cuenta Pública 2010 de la cartera que está a su cargo. En dicho encuentro, destacó proyectos de ayuda comunitaria, el fomento a las energías renovables no convencionales, la seguridad de suministro y la eficiencia energética, entre otros, como:
1.- Haciendo referencia al terremoto que azotó al país el 27 de febrero del año pasado, y que obligó rápidamente a reformular la agenda de trabajo, se priorizaron las siguientes acciones:
- Reposición de suministro de gas en Concepción, Hualpén y Talcahuano en 1 meses y medio, habiéndose anunciado previamente por GasSur que sería repuesto en 12 meses.
- Recuperación de las refinerías de Enap en tiempo récord de dos meses y medio del terremoto, lo que aseguró el suministro de gasolinas.
- Se elaboró por primera vez un protocolo de comunicaciones ante emergencias, con el objetivo de mantener informada a la autoridad ante este tipo situaciones.
- Se invirtieron $833 millones en un innovador plan desarrollado en conjunto con el FOSIS, “Quinchos Sustentables” destinados a ahorrar energía en las aldeas de emergencia beneficiando centenares de familias damnificadas.

2.- Se dio inicio la tramitación de varios proyectos de Ley:
- Proyecto de Ley de Concesiones Eléctricas. Iniciativa que apunta a simplificar las normas de instalación de proyectos energéticos respetando las normas medioambientales y los derechos de los propietarios.
- Proyecto de Ley de artefactos a Leña.
- VAD de gas Magallanes.
- Proyecto de Ley Geotermia.
- Proyecto para lograr que un 20% de la generación fuese sobre la base de ERNC.

3.- Se impulsó y trabajó en el proyecto denominado “Gaseoducto virtual” para llevar gas natural a la octava región inaugurado a inicios del año 2011.

4.- Se impulsaron 7 medidas para reforzar la seguridad del sistema eléctrico:
- Dotar a los Centro de Despacho Económico de Carga (CDEC) de los mejores elementos técnicos para visualizar y analizar el sistema eléctrico en línea. Esto significa, inversiones importantes en sistemas de monitoreo, programas de análisis y sus adecuados respaldos, para estar siempre anticipándose a los eventos que puedan provocar sus decisiones o eventuales fallas.
- Las empresas debieron realizar capacitaciones y certificaciones permanentes a sus trabajadores que desempeñen actividades críticas.
- Se exigió contar con los más altos estándares internacionales para certificar los programas de mantenimiento, operaciones y maniobras.
- Se logró profundizar en la autonomía de los CDEC respecto a las direcciones de operación de peajes y de presupuesto.
- Asegurar la participación de los CDEC en la planificación y desarrollo del sistema.
- Y, las últimas dos medidas se enfocadas en las características de diseño de las obras de expansión del sistema troncal, que deberían desarrollarse respetando los criterios de seguridad establecidos, como el criterio de n-1.

5.- Con el objetivo de velar porque Chile cuente con un abastecimiento seguro y confiable de energía, recurso clave para el desarrollo económico y social del país, se creó el Comité de Seguridad Energética, que establecía una mesa de diálogo permanente con los actores claves del sector para abordar temáticas de desarrollo de la industria, implementación de mejores prácticas, marco regulatorio, y otras.
6.- Se inauguraron 4 microcentrales hidroeléctricas en la comuna de Cochamó, beneficiando a 132 familias y 4 establecimientos públicos rurales.
7.- Se avanzó en contar con un 50% de instalaciones de sistemas fotovoltaicos para beneficiar a 30 escuelas rurales de la zona Norte del país, pertenecientes al programa “Educar con energía”.
8.- Se transfirieron 180 millones al Ministerio de Justicia, para dotar de agua caliente sanitaria a partir de tecnología solar, a más de 500 internas de las unidades materno- infantil de las cárceles de mujeres de Antofagasta, Concepción y Santiago. Se transfirieron fondos a Isla de Pascua y la Región de Valparaíso por $360 millones para el desarrollo de energías renovables. Se inauguró un sistema de colectores solares térmicos, los que a partir del sol abastecen de agua caliente a la Escuela Especial de Desarrollo, ubicada en La Reina. Establecimiento en donde asisten niños con diferentes tipos de discapacidades intelectuales. Con esta medida se beneficiaron a 70 alumnos del internado y además el establecimiento ahorrará cerca de 2 millones de pesos anuales en la cuenta de gas. Por otro lado, también se apoya el cuidado del medioambiente al reducir las emisiones de gases de efecto invernadero. En la comuna de Lo Espejo con el comité habitacional “Juntas Podemos”, el Ministerio de Energía aportó recursos y asesoría técnica para incorporar eficiencia energética y energías renovables no convencionales. Estos y otros proyectos se enmarcaron en los logros de la división de Acceso y Equidad Energética.
9.- Programa de Etiquetado de Eficiencia Energética, para que la gente al momento de adquirir un determinado producto cuente con la información necesaria para realizar una compra inteligente.
10.- Etiquetado de vehículos y viviendas nuevas.
11.- Creación de la Agencia Chilena de Eficiencia Energética, ACHEE.
12.- Acuerdos de cooperación con Nueva Zelanda, Francia, California. Además de lograr un significativo acercamiento en temas Energéticos con Argentina, Perú y Bolivia. Se formaron mesas de trabajo para avanzar en temáticas de interés mutuo como la geotermia, hidroelectricidad y las energías renovables no convencionales en general.
13.- Se inició el proceso para ser miembros de la Agencia Internacional de Energía AIE, organismo al que sólo pueden pertenecer países de la Organización para la Cooperación Económica y el Desarrollo.
14.- Se aumentaron significativamente las licitaciones de concesiones de áreas de exploración geotérmica, la licitación de terrenos fiscales para proyectos eólicos y solares, y se entregaron recursos para proyectos pilotos como: biomasa, solares, mareomotriz, eólicos.
Además, y de manera muy importante, en su periodo se concibió, anunció e inició al trabajo para la interconexión del SIC con el SING, que es la principal obra de transmisión eléctrica de las últimas décadas en el país y que ha facilitado el desarrollo de las ERNC e intercambio de energía entre lo que era el SIC y el SING.
A comienzos de 2011 enfrentó la crisis gatillada por el alza del gas natural en la austral Región de Magallanes, donde presentó su renuncia al cargo, atendiendo a que el ministro había advertido de la crisis que se generaria con el alza, durante el primer ajuste ministerial del mandatario.
En mayo de 2011 concretó su ingreso al partido de centroderecha Renovación Nacional. En 2012 fue designado por el Gobierno como director ejecutivo alterno y representante del país ante el Banco Mundial y del Cono Sur en el mismo organismo.
Ese mismo año fue elegido por expertos de todo el mundo para asumir desde enero de 2013, y por un período de dos años, la vicepresidencia de Asuntos Académicos de la Asociación Internacional de Economía de la Energía, asociación profesional y académica de carácter global interesada en el desarrollo energético, sus aspectos sociales, económicos y ambientales. El año 2014 es votado para continuar por dos años más, hasta fines del año 2016, en la vicepresidencia de Asuntos Académicos de la Asociación; y el año 2015 es elegido para asumir el año 2016 como presidente electo y el año 2017 como presidente de la Asociación Internacional de Economía de la Energía.

## Obras
- Buscando el control de la corporación: El ingreso de Endesa España a la propiedad de Enersis, Ediciones Universidad y MN Consulting Ltda, 1999.
- (De)Regulation and competition: The electric industry in Chile, Ilades-Georgetown University, con Felipe Morandé, editores, 1997.
- La industria eléctrica en Chile: Aspectos económicos, Ilades-Georgetown University, editor: Felipe Morandé, con Raimundo Soto y Rafael Charún, editores asociados, 1996.